# Combretum
Combretum (Loefl., 1758) è un genere di piante appartenente alla famiglia delle Combretaceae, diffuso nella maggior parte delle zone tropicali e subtropicali di America, Africa, Asia meridionale e Oceania.

## Tassonomia

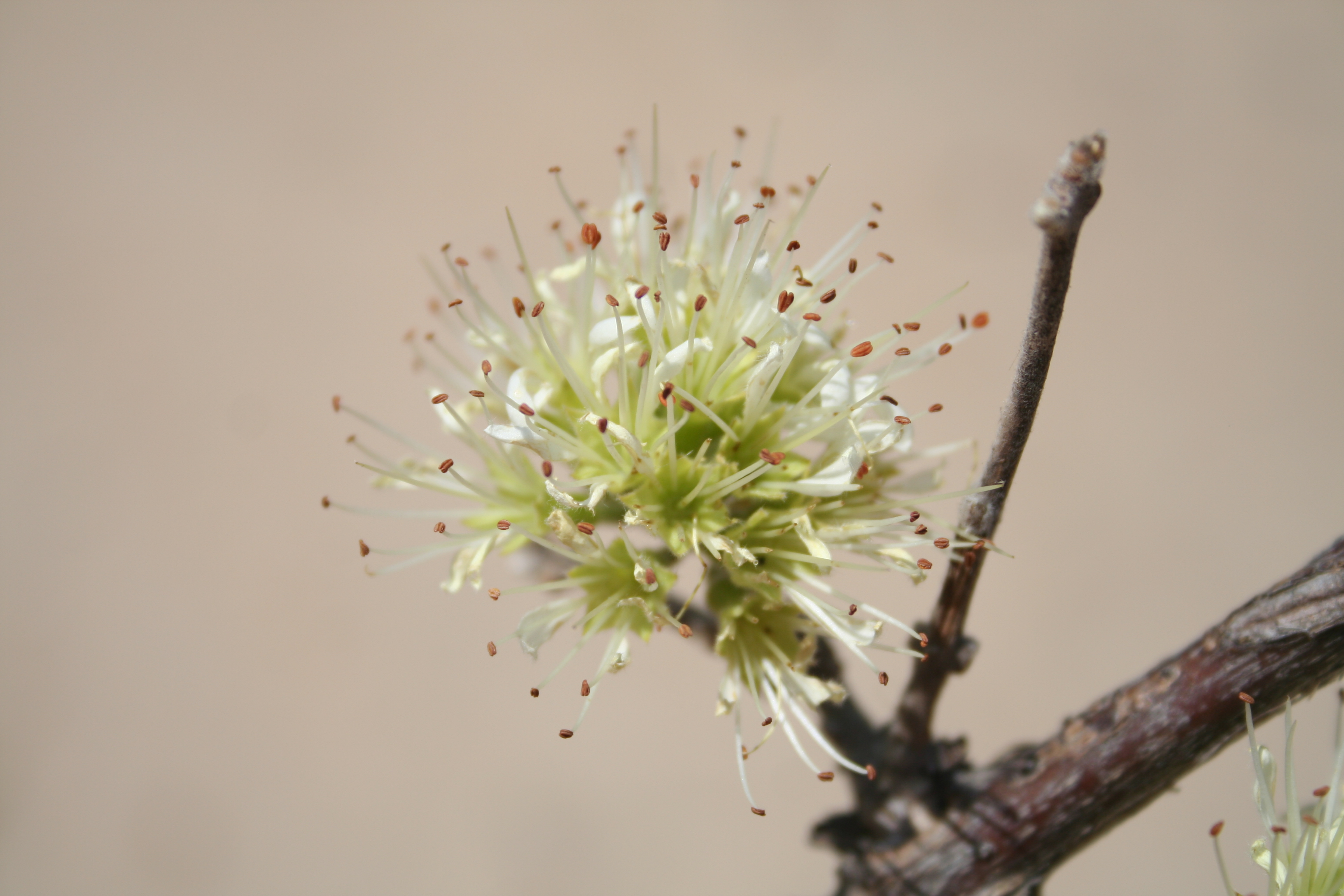
Infiorescenza di Combretum aculeatum.

Le specie qui incluse, prevalentemente a portamento arbustivo o alberi, sono circa 270, per la maggior parte originarie dell'Africa tropicale e meridionale.

## Ecologia
Gli alberi di Combretum ricoprono un ruolo importante nel loro habitat. In Africa le savane, e in particolare quelle che sorgono su terreni granitici, sono dominate da Combretum spp. e Terminalia spp. Altre specie di questo genere sono componenti di grande importanza nelle foreste umide dell'Amazzonia.
Questo genere di pianta ha molte specie che, fatto abbastanza raro, sono impollinati da mammiferi diversi dai pipistrelli,
Ma la maggior parte delle specie è impollinata da insetti e uccelli.

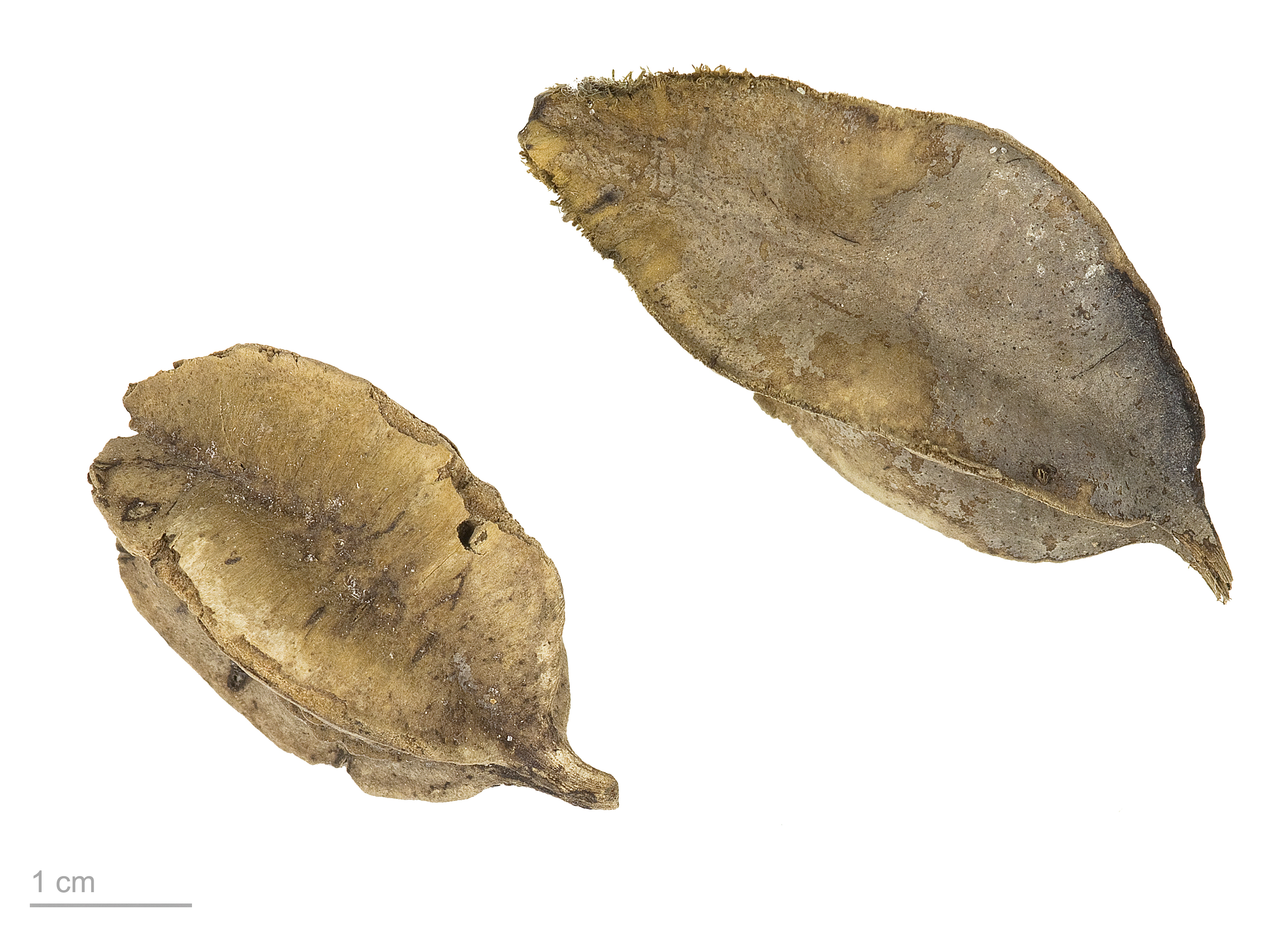
Combretum acutum

Typhlodromus combretum è un acarina della famiglia Phytoseiidae, che fu per la prima volta scoperto su una pianta di Combretum da cui prende il nome. Altri insetti che si cibano delle foglie di Combretum sono i bruchi di Badamia exclamationis, che si può trovare su C. albidum, C. latifolium e C. ovalifolium e quelli di Bibasis sena che si possono trovare invece su C. extensum e C. latifolium.

## Usi
Molte specie di Combretum sono usate nella medicina tradizionale africana e nella medicina ayurvedica.

La combretastatina, un inibitore dell'angiogenesi estratto dalla pianta di C. caffrum, è sotto studio per la terapia di alcuni tumori quali il carcinoma anaplastico della tiroide.
Dalla corteccia di C. molle si possono estrarre grandi quantità di antiossidanti quali la punicalagina, presente anche nella pianta del melograno (Punica granatum), dotata di attività antiprotozoaria.

## Galleria d'immagini

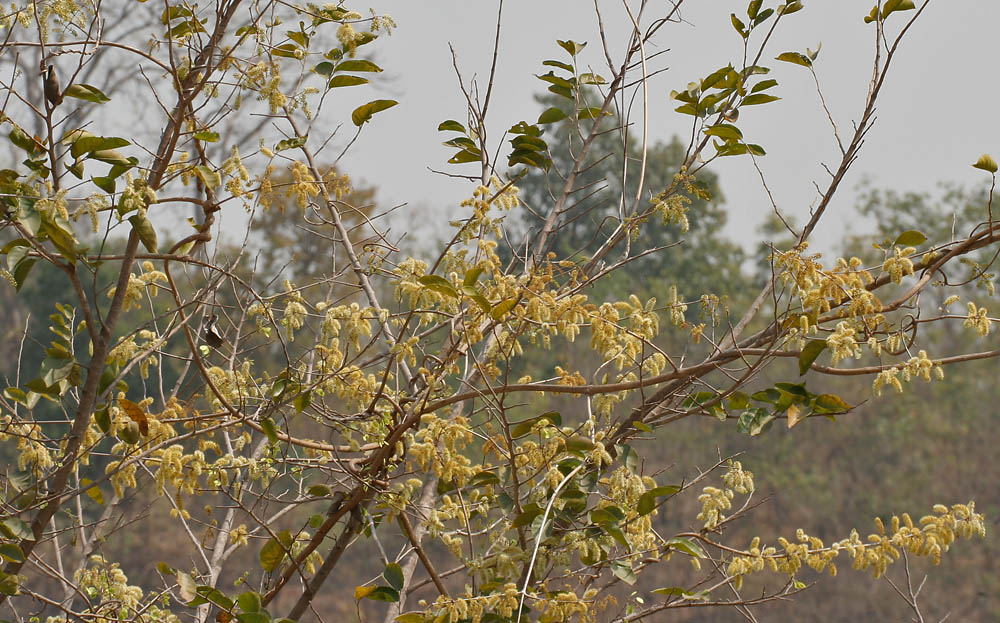
Combretum albidum nel Santuario Naturale di Kinnerasani, Andhra Pradesh, India.
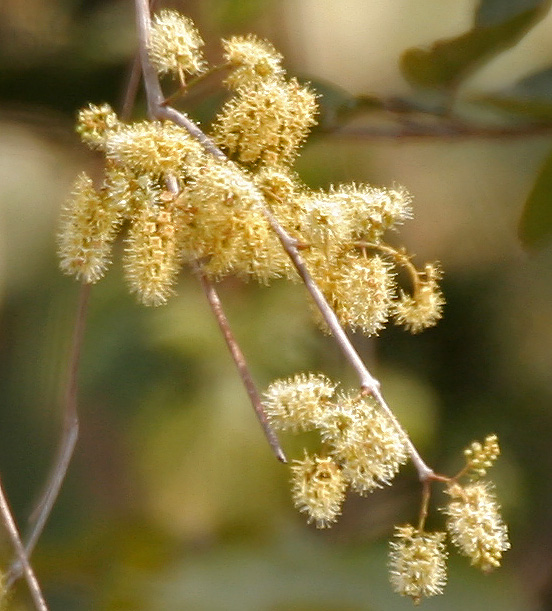
Fiori di C. albidum nel Santuario Naturale di Kinnerasani, Andhra Pradesh, India..
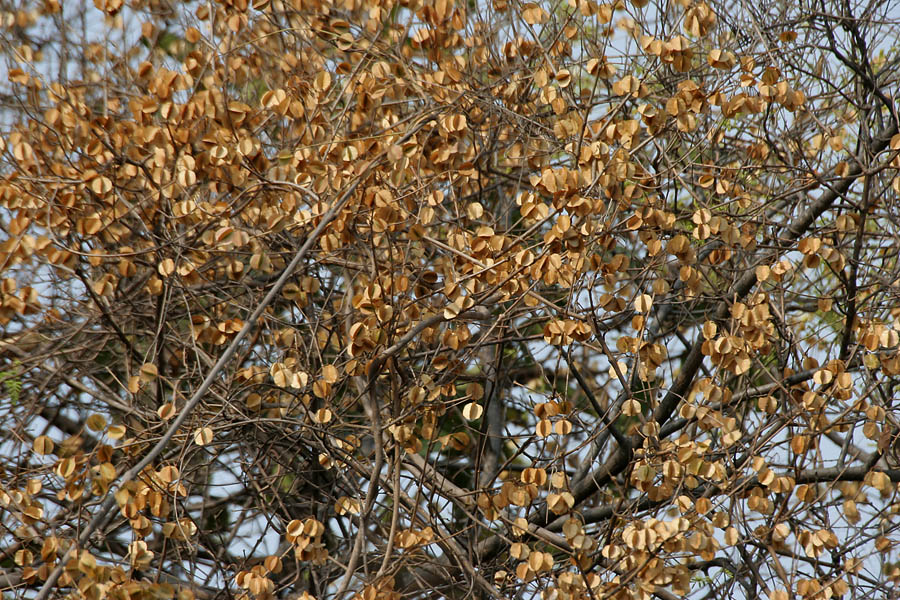
Frutti di Combretum albidum a Shamirpet, nel Distretto di Rangareddy, Andhra Pradesh, India.